# Štefanovce (Prešov)
|  | No s'ha de confondre amb Štefanovce (Vranov nad Topľou). |

Štefanovce és un poble i municipi d'Eslovàquia. Es troba a la regió de Prešov, al nord del país.

## Història
La primera referència escrita de la vila data del 1331.

## Demografia
| Godina             | 1994 | 2004    | 2014   | 2024   |
| ------------------ | ---- | ------- | ------ | ------ |
| Nombre de persones | 194  | 224     | 210    | 207    |
| Diferència         |      | +15,46% | −6,25% | −1,42% |

| Godina             | 2023 | 2024  |
| ------------------ | ---- | ----- |
| Nombre de persones | 200  | 207   |
| Diferència         |      | +3,5% |